# Kuranji (Taktakan)
Kuranji is een bestuurslaag in het regentschap Serang van de provincie Banten, Indonesië. Kuranji telt 3672 inwoners (volkstelling 2010).